# بخش جانگاون
بخش جانگاون (به انگلیسی: Jangaon district) یک منطقهٔ مسکونی در هند است که در تلانگانا واقع شده‌است. بخش جانگاون ۲٬۱۸۸ کیلومتر مربع مساحت و ۵۶۶٬۳۷۶ نفر جمعیت دارد.